# Crendes
Crendes (llamada oficialmente San Pedro de Crendes) es una parroquia española del municipio de Abegondo, en la provincia de La Coruña, Galicia.

## Organización territorial
La parroquia está formada por nueve entidades de población, constando cinco de ellas en el nomenclátor del Instituto Nacional de Estadística español:
- Agrolongo
- A Rúa
- As Casas Grandes
- Carril (O Carril)
- Cubelo o Cobelo (O Covelo)
- Macenda
- O Castro
- Pazo*
- Tras Iglesia o Trasiglesia (Tras da Igrexa)
- Vilar

## Demografía
| Gráfica de evolución demográfica de Crendes entre 2000 y 2018 |
|                                                               |
| Datos según el nomenclátor publicado por el INE.              |